# 斯蒂芬·欧斯塔基奥
斯蒂芬·安圖內斯·歐斯塔基奧（葡萄牙語：Stephen Antunes Eustáquio，1996年12月21日—）是葡萄牙裔加拿大足球員，司職防守中場。

## 俱乐部生涯

### 早期生涯
尤斯塔基奧出生在利明顿，父母是葡萄牙人，他最早在利明顿少年足球队踢足球，7岁时搬到葡萄牙。在与纳扎雷诺斯（Nazarenos）业余球队开始之后，他在托雷什度过了两个赛季，参加了第三级联赛。

### 歷索斯
2017年6月7日，尤斯塔基奧以未公开的转会费加盟歷索斯。7月23日，他在葡萄牙联赛杯第一轮对阵维塞乌学院的比赛中首次亮相，帮助球队以2-0获胜，他全场踢满90分钟，他在葡萄牙乙级联赛的首秀是在2017年8月6日，客场以1-4输给皇家马萨马队。

### 查維斯
2018年1月31日，尤斯塔基奧以500,000欧元的解约金成为事实，签约了为期五年半的合同加盟了查維斯。四天后，他在葡超比赛中首次亮相，全场参与了2-1的客场胜利，击败了费伦斯；他于4月14日打入了他在顶级联赛的首个进球，在比赛中帮助球队逆转比分，以3-3战平博維斯塔。
2018年9月14日，在多拉奇体育场的一场葡萄牙联赛杯比赛中，尤斯塔基奧在比赛末尾打进扳平进球，帮助查維斯1-1战平波尔图并在对方主场拿到了他们的首个积分。

### 藍十字
2019年1月15日，尤斯塔基奧转会至墨西哥墨西哥甲级联赛的藍十字。曾在查維斯担任助理教练，与主教练路易斯·卡斯特罗合作的维托·塞韦里诺（Vítor Severino）将他形容为“就像巴塞罗那的拉玛西亚那种典型球员”。在他的首秀中，对阵迪祖亞拿，他在替补上场仅数分钟后被罚下场，但在视频助理裁判的审查后，他被出示了黄牌；然而不久后，他因伤被抬下场。
在八个月的休战后，尤斯塔基奧于2019年9月22日重新登场，为U-20队比赛，以准备完全复出。

### 费雷拉
在2019年12月，尤斯塔基奧被租借到葡萄牙甲级联赛俱乐部费雷拉，租借期为该赛季的剩余时间。他于2020年1月11日首次在联赛中亮相，在客场与樸迪莫倫斯的0-0战平中上场。
2020年9月，尤斯塔基奧同意再次租借。在次年的1月，以250万欧元的费用将租借转为永久转会。 他于10月24日为他们打进了首个进球，在对國民隊的比赛中完成了1-1的平局，六天后，他在主场Estádio da Mata Real以3-2战胜波尔图的比赛中再次进球。
2021年4月10日，尤斯塔基奧在对本菲卡的主场5-0惨败中仅坚持了22分钟，因对魏格尔的犯规被直接出示红牌。他于8月5日在欧洲比赛中首次亮相，在欧洲协会联赛的第三预选轮中，他在4-0的主场胜利中打进第三个进球，对阵拉恩。

### 波尔图
2022年1月，尤斯塔基奧被租借到波尔图，租借至本赛季结束，并附带购买选项。他于2月6日首次亮相，替换维埃拉，在客场2-0击败阿鲁卡的比赛中亮相。
2022年5月31日，波尔图行使了购买选项，将尤斯塔基奧签约至2027年6月30日。他已成为干斯卡奧执教的球队的首发球员，他于9月30日在4-1击败布拉加的主场比赛中打进了他在波尔图的首个进球。他在欧洲冠军联赛小组赛中进球2次，帮助球队以小组第一名晋级，分别在客场4-0击败布鲁日以及在主场2-1击败马德里竞技的比赛中进球。
在波尔图赢得2022-23年葡萄牙联赛杯冠军的过程中，尤斯塔基奧在半决赛3-0战胜Académico de Viseu的比赛中早早打入了开场进球，以及在2-0的决赛中对阵里斯本竞技的比赛中也有进球。4月15日，在主场对阵辛達卡拉的比赛中，他在半场休息时被告知，他的母亲埃斯梅拉达去世，享年51岁，不久后在最终2-1的胜利中被换下。

## 国际职业生涯

### 青年队
尤斯塔基奧有资格代表加拿大和葡萄牙，他曾代表加拿大的U17青年队参加了2012年AGS杯比赛。
2017年11月，葡萄牙U21国家队主教练鲁伊·乔尔吉选择他参加2019年欧洲U21足球锦标赛预选赛，对手分别是罗马尼亚和瑞士，比赛定于当月初进行。他在对阵罗马尼亚的比赛中获得了他的首个国家队出场资格，出场90分钟并在康斯坦察的1-1平局比赛中被罚黄牌。

### 成年队
2019年2月，尤斯塔基奧决定代表加拿大参加成年国家队比赛。在从膝盖受伤恢复后，他于2019年10月1日首次入选国家队，参加了一场对阵美国的洲际国家联赛比赛。他于11月15日首次亮相，替换凱伊出场，参加了4-1客场失利的比赛的下半场。
尤斯塔基奧于2021年6月18日入选了2021年北美洲金杯的60人初选名单，随后入选了决赛阶段的最终名单。他在7月11日的小组赛首场比赛中打入了他的首个国际进球，加拿大在堪萨斯城以4-1击败马提尼克，四天后，他又在同一场地上的比赛中通过一记直接任意球为加拿大打开了4-1战胜海地的大门。加拿大进入半决赛，他在八强战中为加拿大锁定了2-0的胜利，击败了哥斯达黎加。
尤斯塔基奧入选了2022年世界杯名单，在小组赛中出场两次。2023年6月，他入选了2023年北美洲国家联赛决赛的名单。同月晚些时候，他入选了2023年金杯的最终23人名单，但在比赛开始前不久退出了比赛。

## 個人生活
史蒂芬·尤斯塔基奧的大哥毛羅也是職業球員，司職中場，曾入選加拿大U-20和U-23男足國青隊。

## 榮譽
波圖
- 葡萄牙足球超級聯賽冠軍：2021–22[54]
- 葡萄牙盃冠軍：2021–22，2022–23
- 葡萄牙聯賽盃冠軍：2022–23
- 葡萄牙超級盃冠軍：2022

加拿大國家隊
- 中北美洲及加勒比海國家聯賽亞軍：2023